# Gasthof zum Falken (Esslingen)

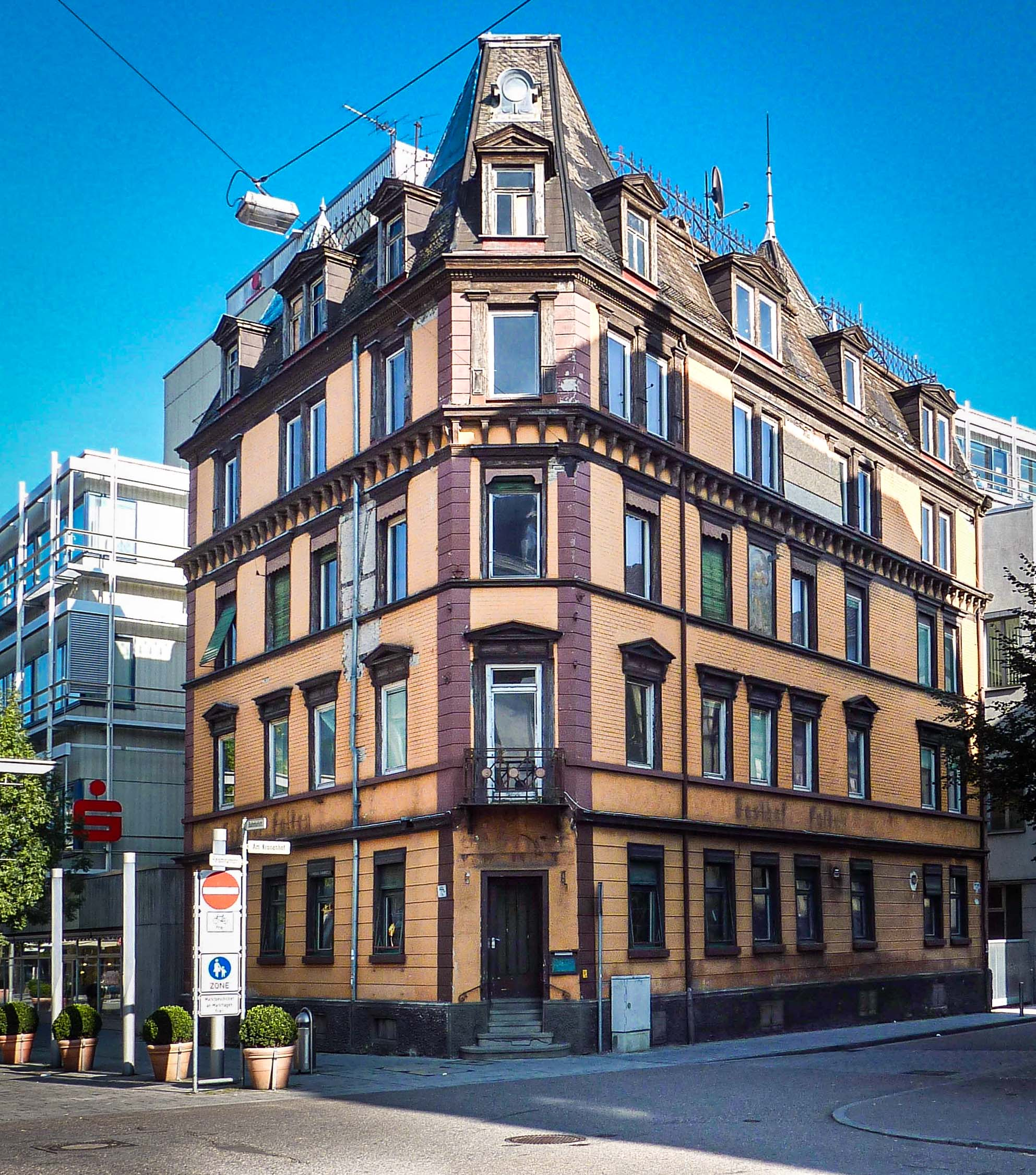
Zustand im Jahr 2011

Der ehemalige Gasthof zum Falken in der Bahnhofstraße 4 in Esslingen am Neckar an der Ecke zum Kronenhof ist ein historistischer Bau aus dem 19. Jahrhundert und ein Kulturdenkmal.

## Geschichte
Das Gebäude im Stil der Neorenaissance gehört zu den zahlreichen Gastronomiebetrieben, die sich in der zweiten Hälfte des 19. Jahrhunderts in der Nähe des Esslinger Bahnhofs ansiedelten. Es wurde 1860 nach Plänen von Friedrich Metzger erbaut. Der damals noch zweigeschossige Fachwerkbau wurde mit Klinkern verblendet.
1889 wurde das Bauwerk erweitert und 1897 aufgestockt. Betrieben wurde der Gasthof, der auch Übernachtungsmöglichkeiten bot und mit Dampfheizung und fließend Wasser ausgestattet war, zeitweise von Theodor Krehl.
Die Aufschrift „Gasthof zum Falken von Theodor Krehl“ zwischen Erdgeschoss und erstem Stock wurde in späteren Jahren durch „Gasthof Falken“ ersetzt.

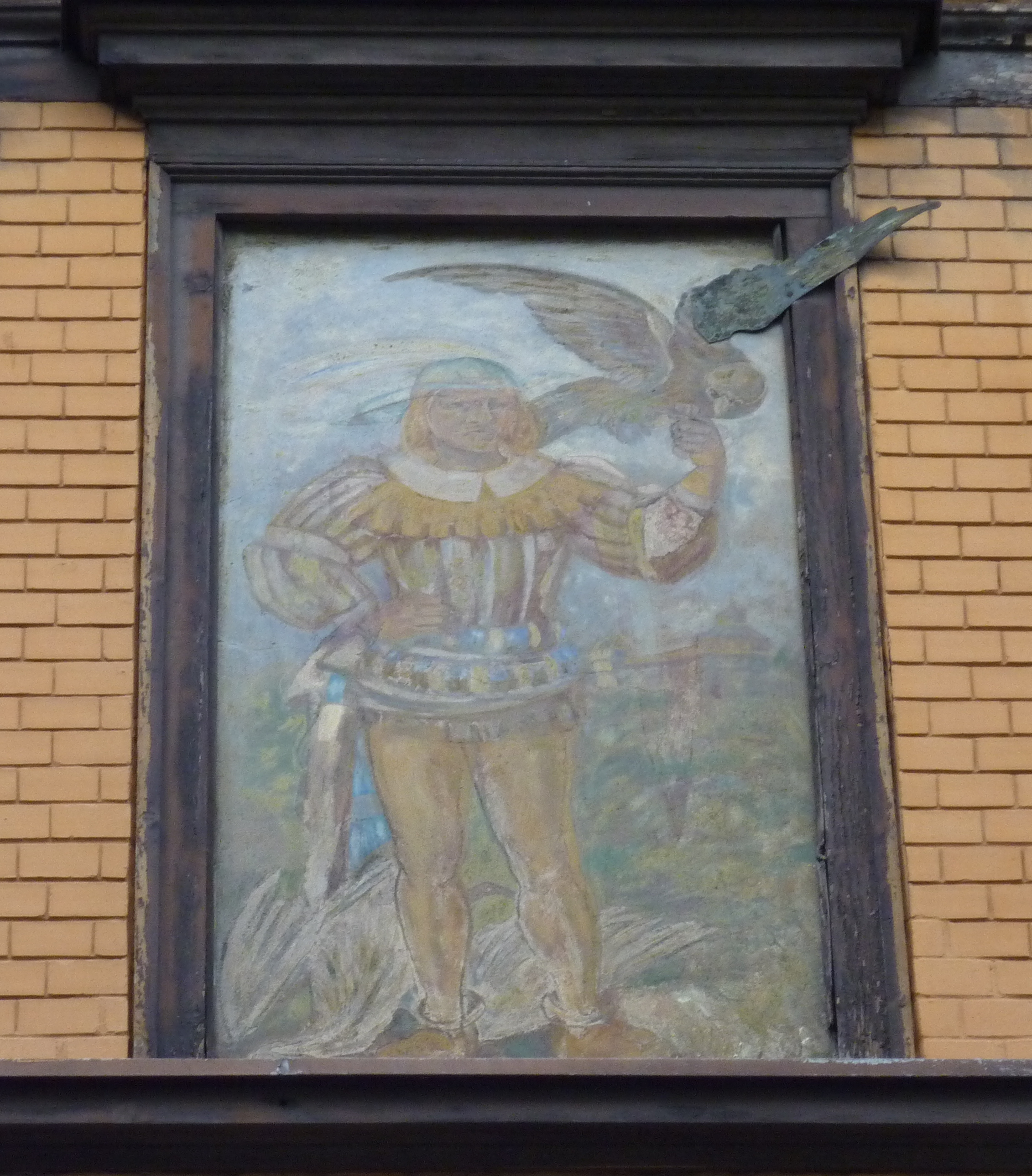
Falkner

Im zweiten Obergeschoss wurde ein Blindfenster als Bildfläche genutzt. Dargestellt ist ein Falkner vor der Esslinger Burg, der sein Tier auf der linken Hand hält. Ein Flügel des Falken ist plastisch gearbeitet.
Im Inneren des Hauses blieben wandfeste Gestaltungselemente aus der Bauzeit erhalten, so die Treppe, die hölzernen Wandverkleidungen, Stuckprofile und Wohnungsabschlüsse.

## Abrisspläne
Die Aufstockung zu einem viergeschossigen Gebäude Ende des 19. Jahrhunderts führte laut Baubürgermeister Wilfried Wallbrecht zu statischen Problemen. Es sei geradezu ein Wunder, dass das Haus überhaupt noch stehe, erklärte Wallbrecht im Jahr 2013. Die Kreissparkasse Esslingen-Nürtingen, die das Bauwerk im Jahr 2010 erworben und zunächst eine Sanierung geplant hatte, beantragte die Genehmigung des Abrisses, nachdem sich herausgestellt hatte, dass eine Sanierung aufwändiger als erwartet ausfallen würde. Neben den statischen Problemen wurden Pilz- und Schädlingsbefall der Fachwerkkonstruktion sowie eine Schädigung des Tragwerks durch eindringende Nässe genannt. Um die Passanten vor herabfallenden Teilen der Klinkerverkleidung zu schützen, wurde ein hölzernes Schutzdach über dem Gehweg angebracht. Ende 2013 zeichnete sich dann doch der Erhalt des Gebäudes ab: Der Baukörper sollte saniert in den an dieser Stelle geplanten Neubau der Sparkassenniederlassung integriert werden und als Kundencenter dienen. Die Umbauten sollten sich von Anfang 2014 bis Mitte 2015 hinziehen.
Inzwischen (September 2016) steht das Gebäude wieder in altem Glanz da, zumindest äußerlich. Es wird Teil des Gesamtkomplexes. Zurzeit sind die angrenzenden Gebäudeteile in der Bahnhofstrasse und Am Kronenhof in der Rohbauphase.